# Шакшинский железнодорожный мост
Шакши́нский железнодорожный мост — второй однопутный железнодорожный мост через реку Уфу в городе Уфе, и третий по новой, конца XIX века, конструкции «русский тип опирания», после Александровского (Сызранского) моста через реку Волгу.
Строительство велось в 1888–1890 годах по проекту Николая Аполлоновича Белелюбского. Ранее, в 1886–1888 годах, по аналогичной конструкции возведён Дёмский железнодорожный мост через реку Белую. Мосты обеспечили дальнейшее строительство Самаро-Златоустовской железной дороги вначале до Златоуста, а затем и до Челябинска.

## История
20 марта 1881 года Уфимская и Самарская Городские Думы и Губернские земские собрания городов, и также уполномоченные съезда заводовладельцев Южного Урала обратились в Министерство путей сообщения с предложением строительства Самаро-Уфимской железной дороги. Решение о строительстве дороги принято Комитетом Министров в конце 1884 года, и утверждено Императором Александром III 20 января 1885 года.
Мост построен в 1888–1890 годах инженером Владимиром Ильичём Березиным по проекту инженера Николая Аполлоновича Белелюбского, с участием инженера-геодезиста Николая Аристарховича Богуславского, по техническим нормам 1884 года. Длина — 320 м, схема — три пролёта по 109,25 м каждый. Конструкция — большепролётные двухраскосные фермы «русского типа опирания», с ездой понизу; запроектированы с криволинейным очертанием верхних поясов, с шарнирным опиранием поперечных балок проезжей части на нижние пояса ферм. В конструкции впервые проведено строгое центрирование элементов решётки и поясов в узлах ферм, выполненных из нового, для конца XIX века, конструкционного материала — стали. Изготовление конструкций проводилось на Воткинском заводе.
9 июня 1919 года, в ходе Уфимской операции в период Гражданской войны, третий пролёт моста взорван Колчаковцами и обрушен в реку при отступлении посредством артиллерийского обстрела вагонов с взрывчатыми веществами, которые были установлены на пролёте.
Восстановление мостового перехода вели в два этапа: вначале установили временные деревянные пролёты, затем провели капитальный ремонт. В 1920 году, при капитальном ремонте, установлен новый пролёт по проекту профессора Лавра Дмитриевича Проскурякова по нормам 1907 года.
В 1939–1940 годах пролёты моста усилены, с устранением негабаритности и добавлением металла усиления до 4% веса пролётов. В 1951–1952 годах Мостопоездом № 414 мост реконструирован по типовому проекту Гипротранса 1931 года под нагрузку Н7: на ледорезной части опор, с нечётной стороны, возведены пилоны, на которые смонтированы пролёты под второй путь.
В декабре 2001 — 2002 годах все старые пролёты заменены ОАО «УСК «МОСТ» на современные под нагрузку С-14. Схема моста — три пролёта по 110 м каждый.

## Галерея

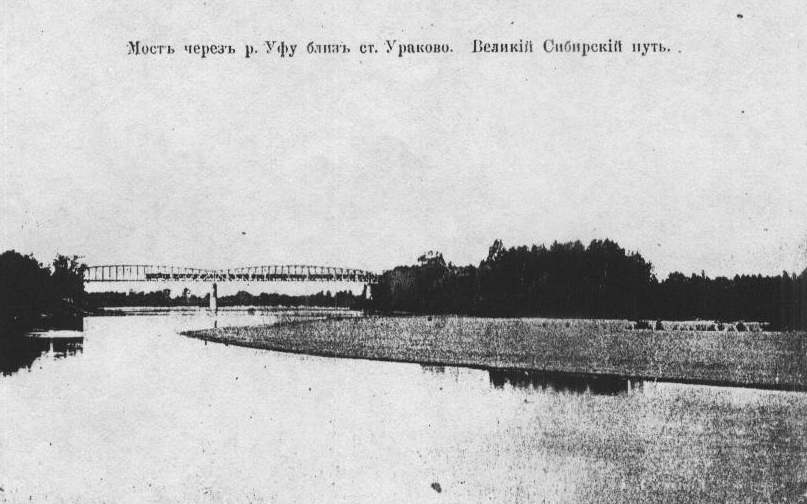
Мост близ станции Ураково (Шакша). Фрагмент почтовой открытки. Вид северной стороны с Князевской переправы. Конец XIX века
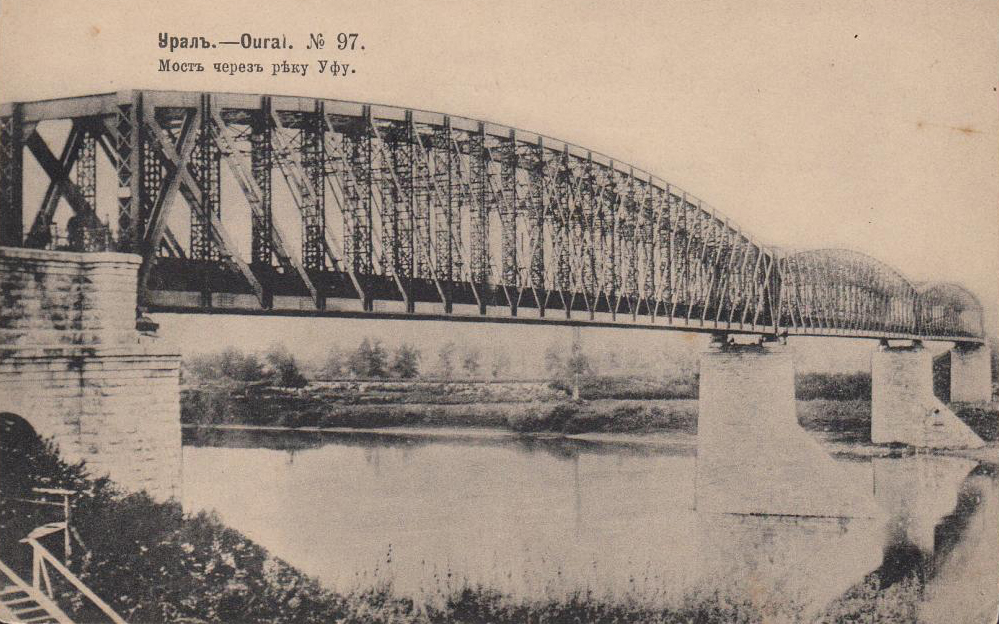
Мост через реку Уфу. Фрагмент почтовой открытки. Вид северной стороны с левого берега реки. 1905 год
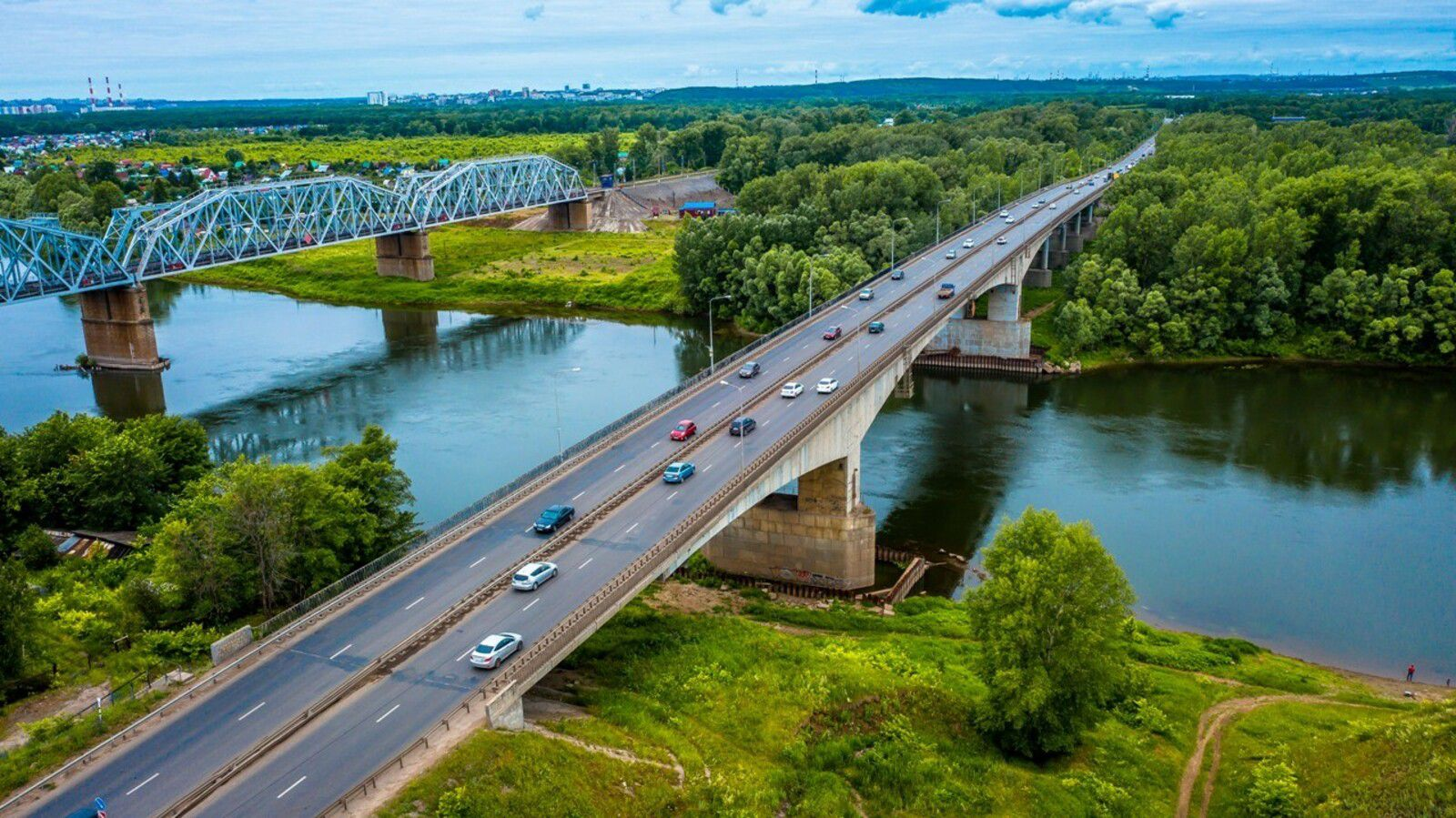
Шакшинский железнодорожный и Шакшинский мосты